# Договор от Фойнике
Договорът от Фойникe слага край на Първата македонска война през 205 г. пр. Хр.
Мирните условия са договорени между македонския цар Филип V и римския проконсул Публий Семпроний Тудитан във Фойнике, главния град на хаоните в Епир, които посредничат в преговорите. Двете страни очертават границите на владенията си в южна Илирия (днешна Албания). Македония си запазва покорените по време на войната атинтани на юг и Лисос на север. Рим получава протектората над партините заедно с Димал и още няколко крепости в хинтерланда на илирийска Аполония.
Като страни по договора са записани и приятелските на Македония и Рим държави, които оформят сферите им на влияние в Елада и Мала Азия. Македонската сфера включва Тесалия, Епир, Акарнания, Ахея, Беотия и Витиния, а римската – Пергам, Спарта, Елида, Месения, Атина и илирийското царство на Плеврат.
Мирът от Фойнике е продиктуван от моментните интереси на договарящите се – Филип V трябва да се справя с варварските племена, които периодично нападат държавата му от север, а римският Сенат иска да довърши Втората пуническа война. Още през 200 г. пр. Хр. Рим нарушава мира с Филип V под претекст да защити новите си съюзници в Елада.